# Nova Crkva (swedenborgijanstvo)
'Nova Crkva, također nazvana swedenborgijanci (eng. Swedenborgians), Crkva koja je organizirana na tri skupine: Opću Konferenciju Nove Crkve, Opću Konvenciju Novoga Jeruzalema u SAD-u i Sveopću Crkvu Novog Jeruzalema. 

## Pregled
Njeni članovi su sljedbenici teologije Emanuela Swedenborga, švedskog znanstvenika, filozofa i teologa iz 18. stoljeća. Swedenborg za života nije ustanovio Crkvu, ali je vjerovao da će njegovi spisi biti osnova "Nove Crkve", koju je povezao s Novim Jeruzalemom spomenutim u biblijskoj Knjizi Otkrivenja.
Nedugo nakon Swedenborgove smrti, skupina njegovih sljedbenika u Engleskoj je odlučila osnovati zasebnu crkvu. Godine 1788. otvorena je prva zgrada za bogoslužje Nove Crkve u ulici Eastcheap u Londonu, a drugi su je slijedili nedugo nakon toga. Godine 1789. konferencija je održana u Londonskoj crkvi, a osim u godinama 1794. – 1806. i 1809. – 1814., Generalna konferencija Nove Crkve se održavala jednom godišnje.

## Širenje u SAD
Swedenborgovi spisi o religiji su uvedeni u Sjedinjene Države 1780.-ih. Prva zajednica je organizirana u Baltimoreu 1792. godine, a prvi američki svećenici su zaređeni 1798. godine. Generalna konvencija Novog Jeruzalema u SAD-u je osnovana 1817. godine u Philadelphiji, Pennsylvania. Razlike interpretacije unutar konvencije dovele su do formiranja zasebne crkve 1897. godine, nazvane Sveopća Crkva Novoga Jeruzalema.

## Liturgija
Bogosluženje u Swedenborgijanskim crkvama gotovo je uvijek liturgijsko. Propovijedanje o Svetom pismu temelji se na Swedenborgovom nauku da se Sveto pismo treba tumačiti duhovno. Krštenje i Posljednja večera dva su sakramenta crkve. Na već postojeće kršćanske praznike dodan je praznik dana Nove Crkve (19. lipnja).

## Hijerarhija
Crkvena vlada triju skupina Nove Crkve varira. Britanska Generalna Konferencija i Generalna Konvencija SAD-a svake godine imenuju opće vijeće koje sa svećeničkim vijećem čini nadzorno tijelo. Sveopća Crkva je biskupska. Kandidati za svećenike prije nego što budu zaređeni, osim onih koji su obučavani u Africi za tamošnju službu, obično prolaze kroz redovito četverogodišnje školovanje u jednom od dvaju američkih fakulteta, onog u Cambridge, Massachusetts, i Bryn Athyn, Pennsylvania ili u Woodford Greenu, Essex, Engleska.
Sve tri skupine imaju opsežne misijske operacije, s naglaskom na Afriku. Zajednice Nove Crkve, uglavnom male, nalaze se u mnogim dijelovima svijeta. Australija ima svoju konferenciju, usko povezanu s onom u Velikoj Britaniji. Nove Crkve u kontinentalnoj Europi uglavnom potpomažu Sjedinjene Države.

## Podružnice i članstvo
Od 2000. godine najnovije brojke članstva za četiri crkvene organizacije bile su: 
- Opća Konferencija Nove Crkve (Velika Britanija): 1.314
- Swedenborgova Crkva Sjeverne Amerike, također poznata kao Opća Konvencija (SAD): 2.029
- Opća Crkva Novog Jeruzalema: 5.563
- Gospodnja Nova Crkva koja je 'Nova[5] (zvijezda) Hierosolyma (Jeruzalem): 1.000.

Članstvo u Novoj Crkvi uvijek je bilo malobrojno, a različite su organizacije bile izuzetno puno uključene u izdavačku aktivnost. U smislu doktrine, postoji zapanjujuća sličnost između Nove Crkve i pokreta Pentekostalnog Jedinstva 20. stoljeća, koji se razvio prilično neovisno o spisima Swedenborgova. Iako je pokret potpuno odvojen, neki članovi priznaju Emanuela Swedenborga, čije učenje je prije 150 godina prethodilo osnivanju Nove Crkve.

## Vanjske poveznice
- Nova Crkva
- Chapter 23, Swedenborgian Organizations
- Sveopća Crkva Novoga Jeruzalema
- Povjest Nove Crkve  Arhivirana inačica izvorne stranice od 1. travnja 2018. (Wayback Machine)
- Služba Nove Crkve, travanj 2018.
- Bryn Athyn College
- Essex  Arhivirana inačica izvorne stranice od 1. travnja 2018. (Wayback Machine)